# Sibynomorphus
Genre
Sibynomorphus est un genre de serpents de la famille des Dipsadidae.

## Répartition
Les 11 espèces de ce genre se rencontrent en Amérique du Sud.

## Liste des espèces
Selon The Reptile Database (3 septembre 2014) :
- Sibynomorphus lavillai Scrocchi, Porto & Rey, 1993
- Sibynomorphus mikanii (Schlegel, 1837)
- Sibynomorphus neuwiedi (Ihering, 1911)
- Sibynomorphus oligozonatus Orces & Almendariz, 1989
- Sibynomorphus oneilli Rossman & Thomas, 1979
- Sibynomorphus petersi Orces & Almendariz, 1989
- Sibynomorphus turgidus (Cope, 1868)
- Sibynomorphus vagrans (Dunn, 1923)
- Sibynomorphus vagus (Jan, 1863)
- Sibynomorphus ventrimaculatus (Boulenger, 1885)
- Sibynomorphus williamsi Carillo De Espinoza, 1974

## Publication originale
- Fitzinger, 1843 : Systema Reptilium, fasciculus primus, Amblyglossae. Braumüller et Seidel, Wien, p. 1-106. (texte intégral).